# Георгій Калінков
Георгій Калінков (болг. Георги Калинков; нар. 6 серпня 1860 — 8 квітня 1926, Софія — болгарський дипломат, посол Болгарії в Румунії (1911—1913).

## Біографія
Народився в Бессарабському селі Твардіца (сучасна Республіка Молдова). Він закінчив юридичний факультет і працював юристом і суддею.
Був членом парламенту. У період з 7 січня 1911 по 28 серпня 1913 він був повноважним представником Болгарії в Румунії. У період з 12 серпня 1918 по 5 вересня 1920 був мером Софії.
Помер у Софії 8 квітня 1926.